# 倉敷市立老松小学校
倉敷市立老松小学校（くらしきしりつ おいまつしょうがっこう）は、岡山県倉敷市老松町四丁目にある市立小学校。卒業生の大多数は、倉敷市立西中学校へ進学する。
学校敷地はかつて倉敷競馬場だった。

## 沿革
- 1953年（昭和28年） - 倉敷市立倉敷西小学校分校として設立。
- 1954年（昭和29年） - 倉敷市立老松小学校として認可され独立する。
- 1982年（昭和57年） - 創立30周年事業として鑑賞池を造成する。
- 2003年（平成15年） - 創立50周年記念式典が行われる。
- 2014年（平成26年） - 新校舎完成&記念式典[2]。

## 通学区域が隣接している学校
- 倉敷市立中洲小学校
- 倉敷市立万寿小学校
- 倉敷市立倉敷東小学校
- 倉敷市立倉敷西小学校
- 倉敷市立大高小学校